# Meidoorn-berkenbos
Het meidoorn-berkenbos of duin-berkenbos (Crataego-Betuletum) is een associatie uit het verbond van els en vogelkers (Alno-Padion). Het is een bos- of struweelgemeenschap die voorkomt in jonge, kalkrijke duinvalleien, en die gekenmerkt wordt door een zeer goed ontwikkelde struiklaag met vooral eenstijlige meidoorn, en een soortenrijke kruid- en moslaag.
Deze associatie is aan de Vlaamse en Nederlandse kust vrij zeldzaam. Ze omvat twee subassociaties.

## Naamgeving en codering
| Crataego-Betuletum pubescentis Boerboom 1960 |

- Frans: Bois de Bouleaux de dunes
- Engels: Dune birch woods
- Syntaxoncode voor Nederland (rVvN): r46Aa03
- Corine-code: 41.B16 : Bois de Bouleaux de dunes

De wetenschappelijke naam Crataego-Betuletum is afgeleid van de botanische namen van twee belangrijke soorten binnen deze klasse, de eenstijlige meidoorn (Crataegus monogyna) en de zachte berk (Betula pubescens).

## Fysiognomie
Het meidoorn-berkenbos is een laagblijvend loofbos, dat het midden houdt tussen een loofstruweel en een 'echt' loofbos. De boomlaag, vooral bestaande uit berken, wordt nooit veel hoger dan 10 m, en blijft veel lager waar de zeewind vrij spel heeft. De struiklaag is opvallend goed ontwikkeld, meer dan de boomlaag, met veel in het voorjaar bloeiende struiken. De kruidlaag en de moslaag zijn beide aanwezig en divers.

## Ecologie
Het meidoorn-berkenbos is een jong bos dat voorkomt in jonge, vochtige, humusarme maar vrij kalkrijke duinen en in beschutte duinvalleien van achter- en middenduinen. Het bodemprofiel is nog weinig ontwikkeld en de strooisellaag slechts enkele cm dik. De grondwaterspiegel is vooral in de winter hoog waardoor het kalkgehalte relatief constant blijft.
Het wordt beschouwd als een overgangsvorm tussen de duinstruwelen van het liguster-verbond en het duin-eikenbos, een overgang die echter zeer traag verloopt.

## Subassociaties in Nederland en Vlaanderen
Van het meidoorn-berkenbos worden in Nederland en Vlaanderen twee subassociaties onderscheiden, die wijzen op verschillen in het vochtgehalte van de bodem.

### Typische subassociatie
De typische subassociatie (Crataego-Betuletum typicum) zoals hieronder beschreven. De syntaxoncode voor Nederland is r46Aa03a.

### Subassociatie met watermunt
Een subassociatie met watermunt (Crataego-Betuletum menthetosum) is typisch voor zeer natte standplaatsen met vochtindicatoren als de watermunt (Mentha aquatica), kale jonker en echte valeriaan. De syntaxoncode voor Nederland is r46Aa03b.

## Verspreiding
Het meidoorn-berkenbos heeft een heel beperkt verspreidingsgebied, in essentie de duinenkusten van de Franse kanaalkust, België, Nederland en de Oostzee.
In Nederland vinden we dit zeldzame bostype enkel in het renodunaal district, zoals op Voorne, in de Kennemerduinen, in Meijendel en in de Verbrande Pan bij Bergen.
In Vlaanderen komt het enkel voor in het maritiem district, zoals in het Duinbos in De Haan, het Hannecartbos in Oostduinkerke en het Calmeynbos en het gemeentebos De Oosthoekduinen in De Panne.

## Diagnostische taxa voor Nederland en Vlaanderen

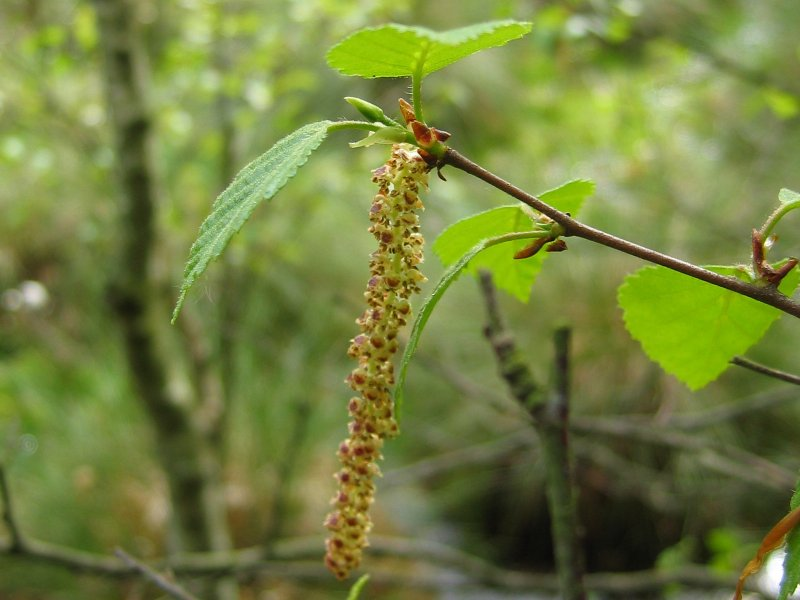
Zachte berk

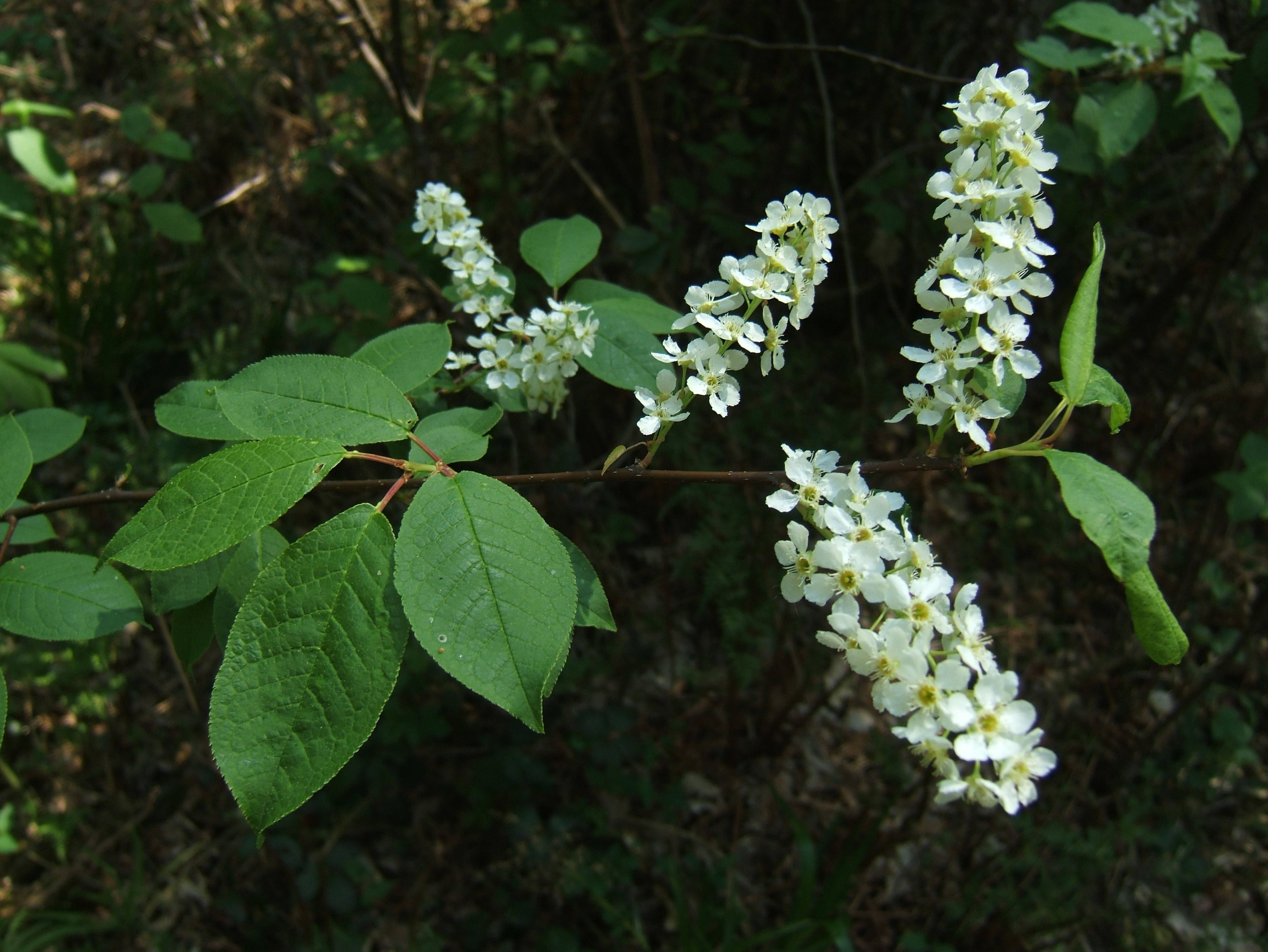
Gewone vogelkers

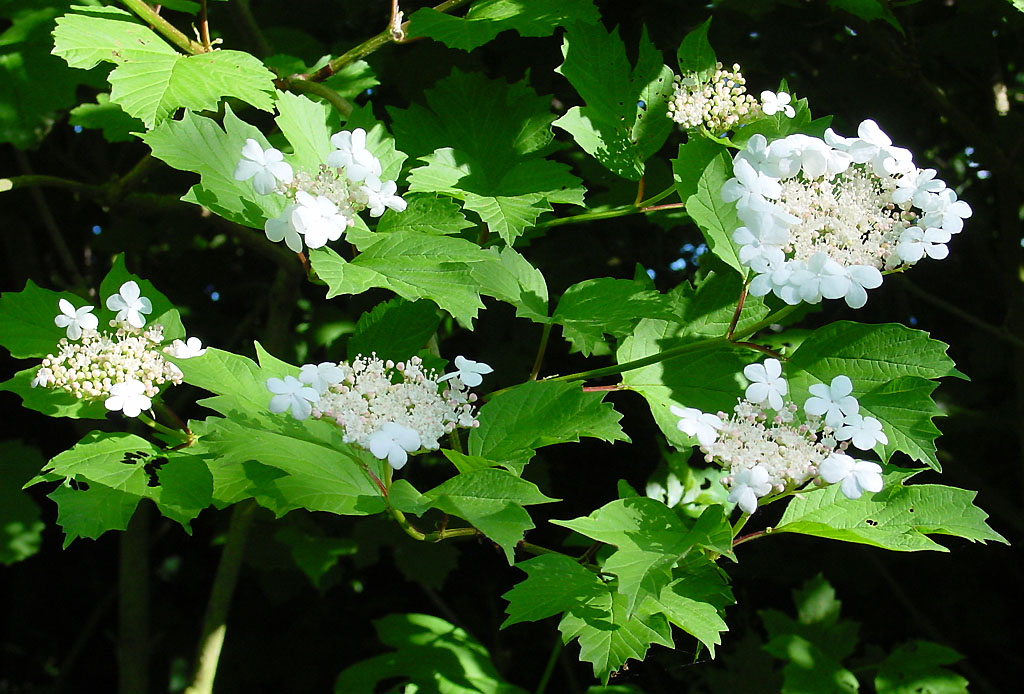
Gelderse roos

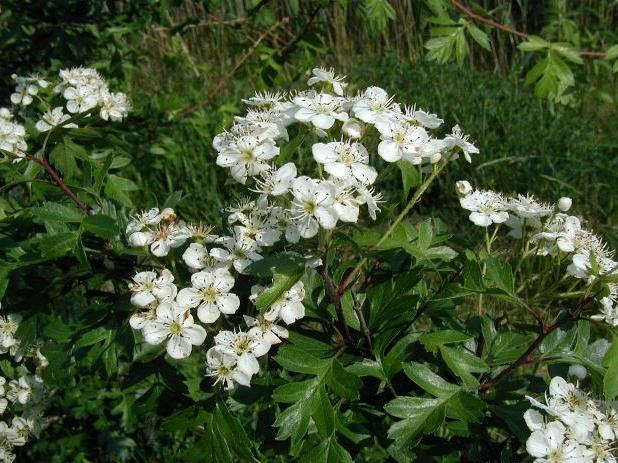
Eenstijlige meidoorn

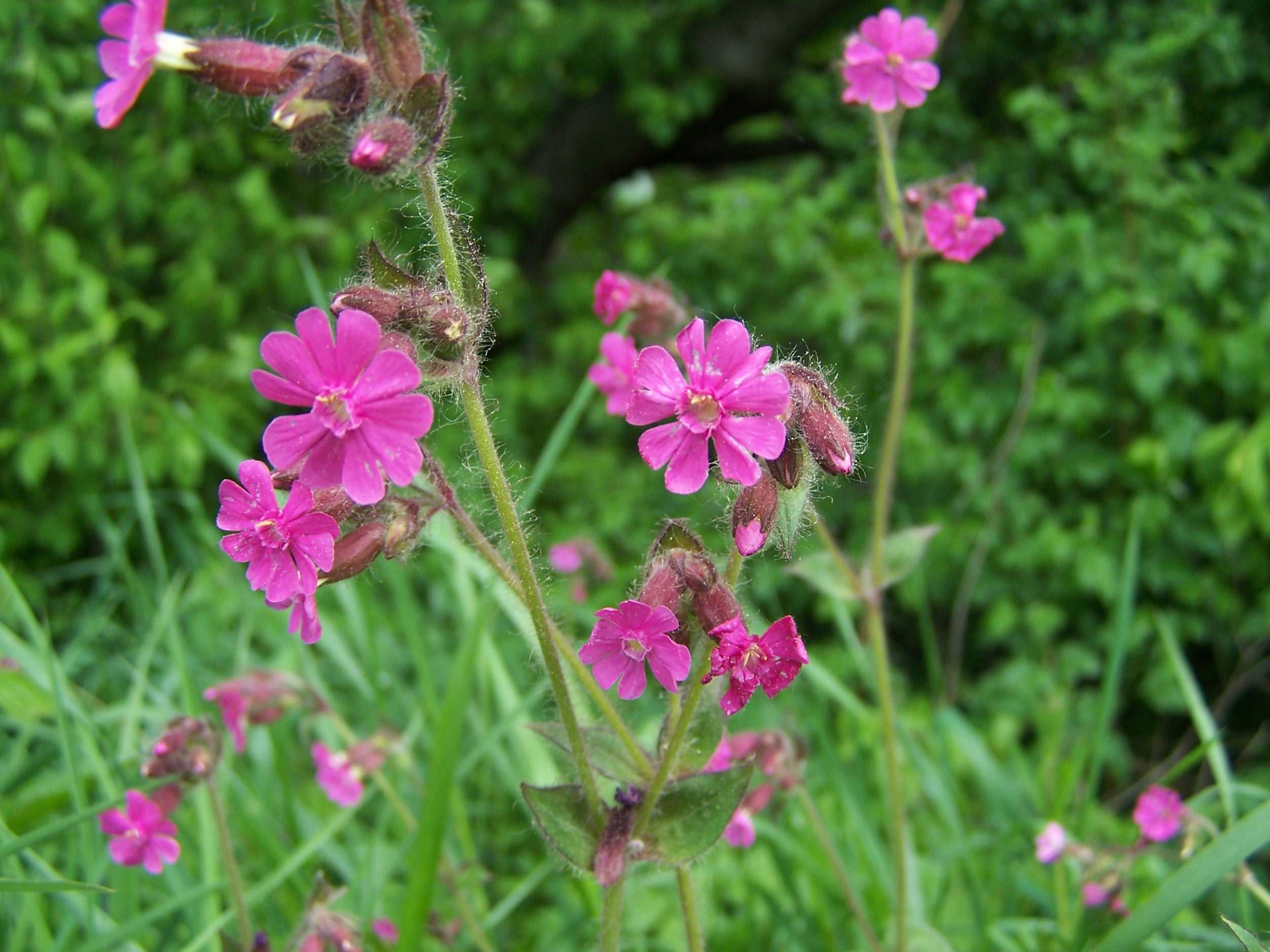
Dagkoekoeksbloem

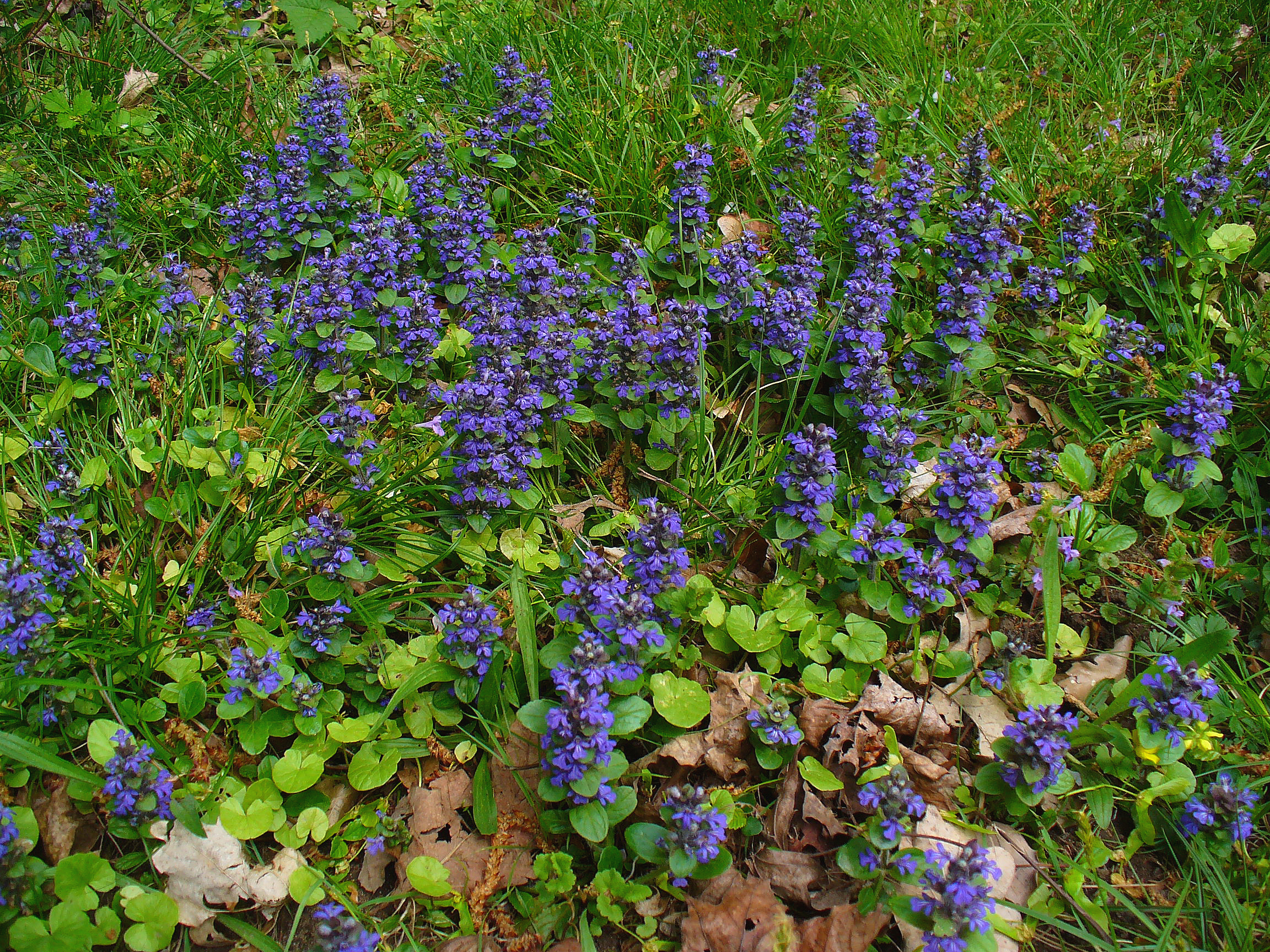
Kruipend zenegroen

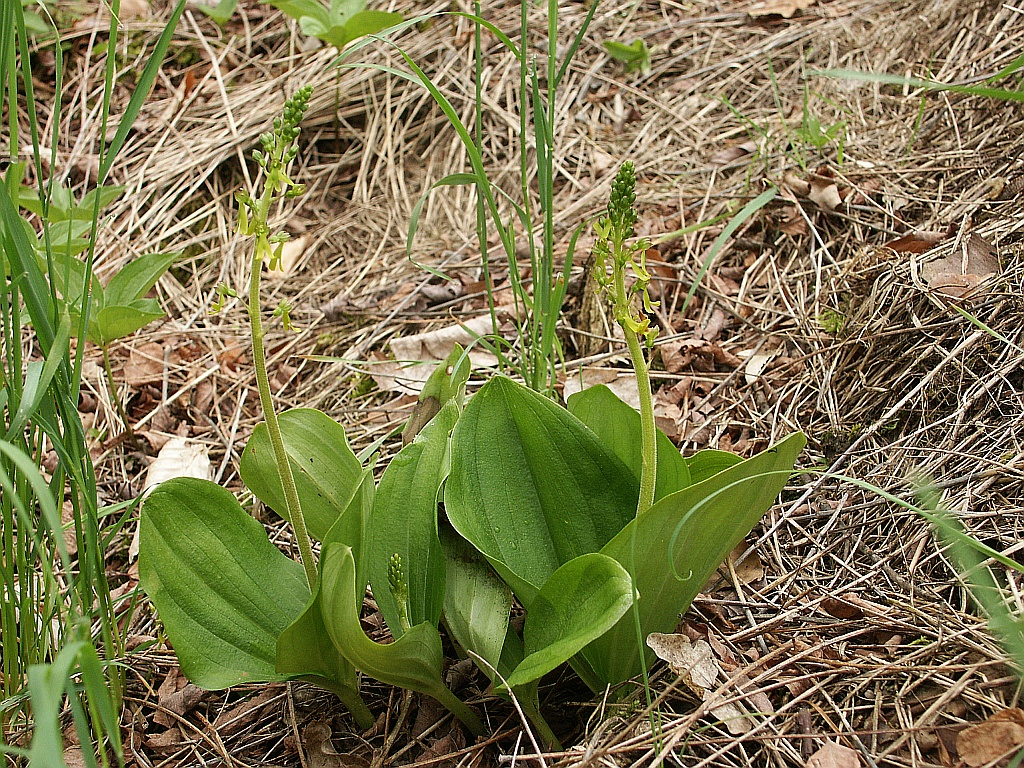
Grote keverorchis

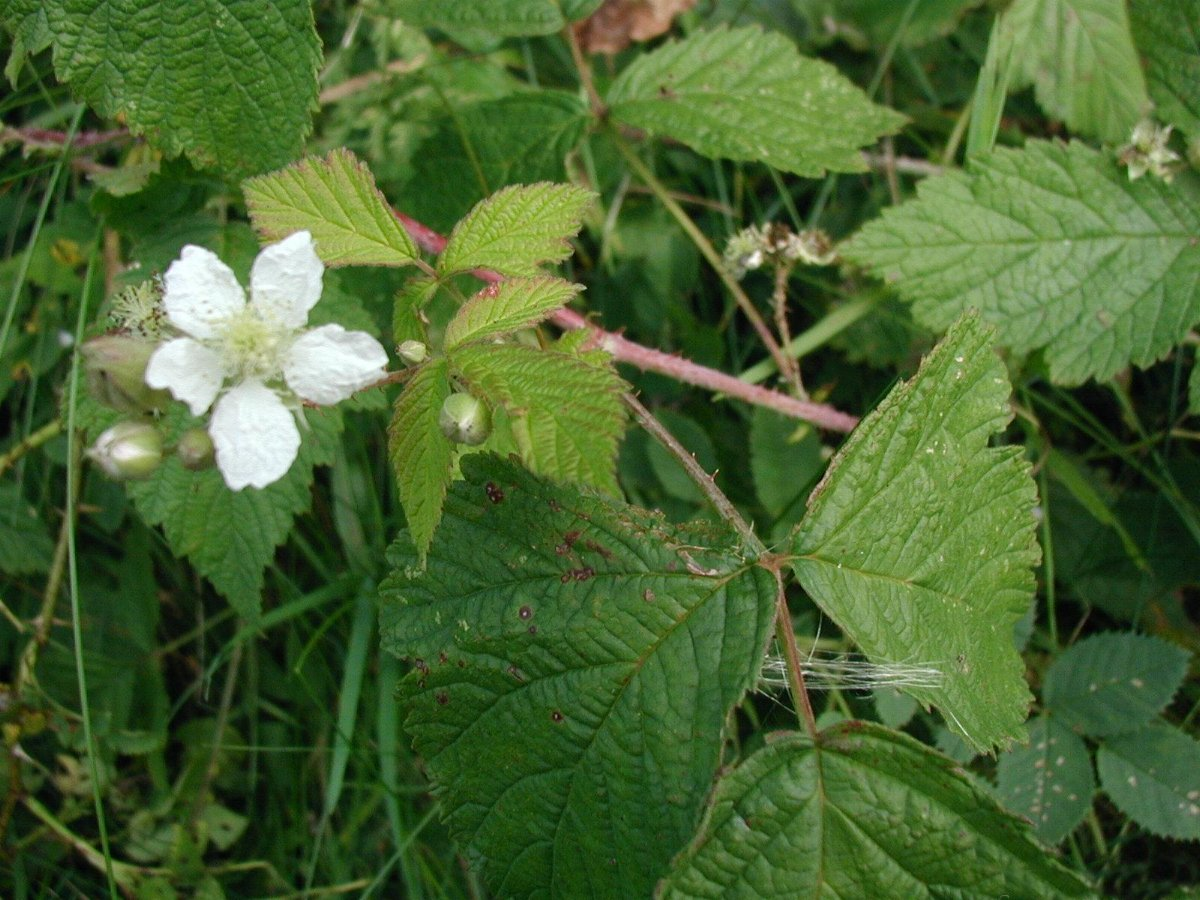
Dauwbraam

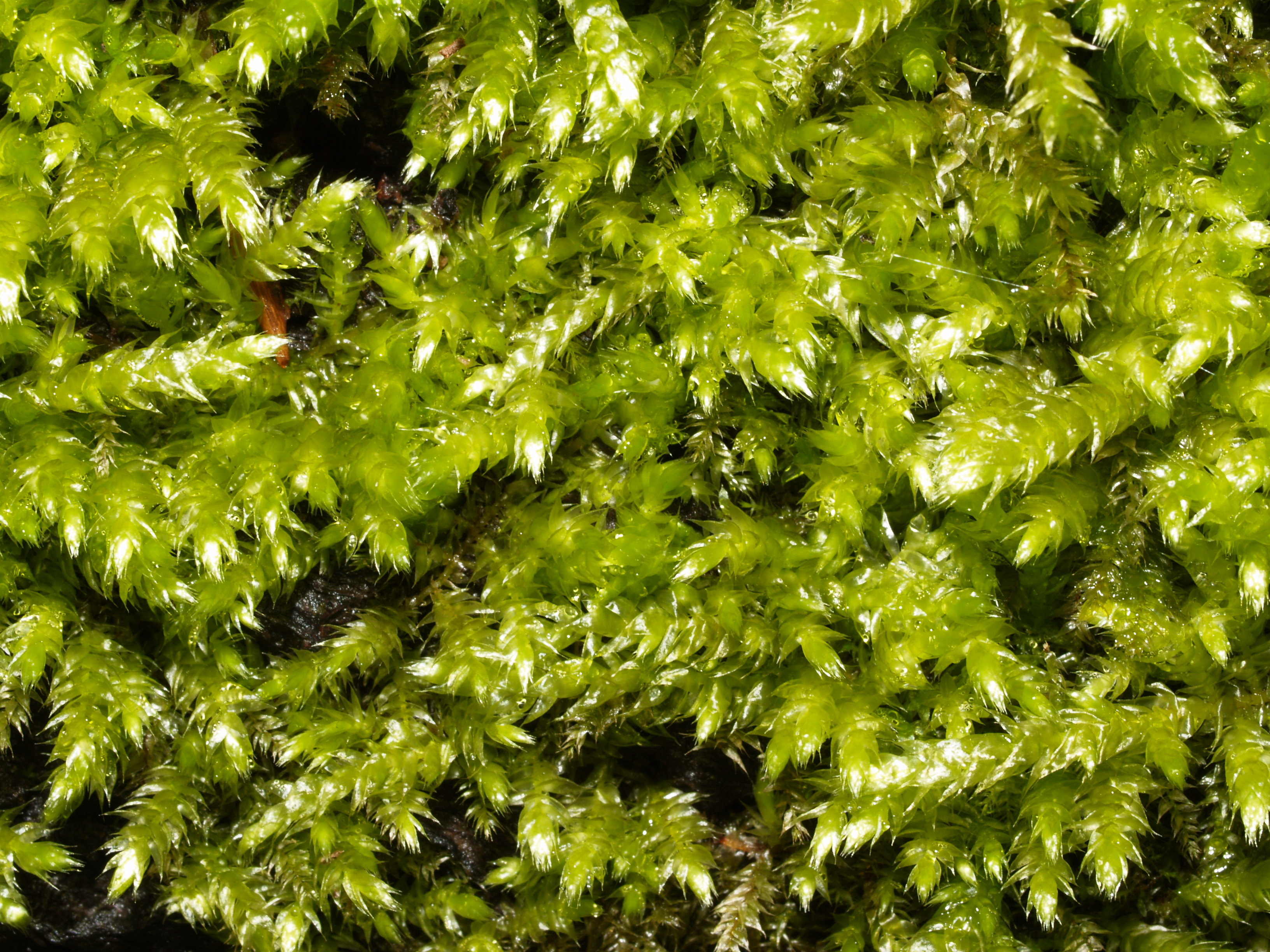
Gewoon dikkopmos

Het meidoorn-berkenbos heeft in België en Nederland geen eigen kensoorten. Het kan is herkenbaar aan de combinatie van zachte berk in de boomlaag, en een goed ontwikkelde struiklaag met vooral veel eenstijlige meidoorn, wilde liguster en wilde kamperfoelie.
De ondergroei is zeer soortenrijk met een combinatie van bosplanten als dagkoekoeksbloem en kruipend zenegroen, ruigtekruiden als de grote brandnetel en de dauwbraam, duinplanten als het duinriet en vochtminnende soorten als de watermunt, kale jonker en echte valeriaan (vooral in de subassociatie met watermunt).
De moslaag is goed vertegenwoordigd, met vooral bladmossen als het gewoon dikkopmos, het groot laddermos en het fijn snavelmos.
Het kan onderscheiden worden van de voorlopers, de duinstruwelen uit het liguster-verbond, door de aanwezigheid van echte bosplanten, naast de al genoemde dagkoekoeksbloem eveneens het geel nagelkruid en het bleeksporig bosviooltje.
In de onderstaande tabel staan de belangrijkste diagnostische taxa van het meidoorn-berkenbos voor Nederland en Vlaanderen.
Boomlaag
| Kentaxon | Diff.soort | Presentie | Triviale naam  | Botanische naam     | Opmerking |
| -------- | ---------- | --------- | -------------- | ------------------- | --------- |
| kV       |            |           | gewone esdoorn | Acer pseudoplatanus |           |
|          |            | > 70%     | zachte berk    | Betula pubescens    |           |
|          |            | > 60%     | zomereik       | Quercus robur       |           |
|          |            |           | ruwe berk      | Betula pendula      |           |
|          |            |           | ratelpopulier  | Populus tremula     |           |

Struiklaag
| Kentaxon | Diff.soort | Presentie | Triviale naam        | Botanische naam       | Opmerking |
| -------- | ---------- | --------- | -------------------- | --------------------- | --------- |
| kV       |            | > 20%     | gewone vogelkers     | Prunus padus          |           |
| kO       |            | > 50%     | Gelderse roos        | Viburnum opulus       |           |
|          |            | > 90%     | eenstijlige meidoorn | Crataegus monogyna    |           |
|          |            | > 70%     | wilde kamperfoelie   | Lonicera periclymenum |           |
|          |            | > 70%     | wilde liguster       | Ligustrum vulgare     |           |
|          |            | > 60%     | wilde kardinaalsmuts | Euonymus europaeus    |           |
|          |            | > 50%     | hondsroos            | Rosa canina           |           |
|          |            | > 40%     | egelantier           | Rosa rubiginosa       |           |
|          |            | > 40%     | wilde lijsterbes     | Sorbus aucuparia      |           |
|          |            |           | Spaanse aak          | Acer campestre        |           |
|          |            |           | wegedoorn            | Rhamnus cathartica    |           |

Kruidlaag
| Kentaxon | Diff.soort | Presentie | Triviale naam           | Botanische naam         | Opmerking                   |
| -------- | ---------- | --------- | ----------------------- | ----------------------- | --------------------------- |
| kV       |            | > 40%     | dagkoekoeksbloem        | Silene dioica           |                             |
| kK       |            | > 40%     | kruipend zenegroen      | Ajuga reptans           |                             |
| kK       |            | > 20%     | grote keverorchis       | Neottia ovata           |                             |
| kK       |            | > 10%     | bosandoorn              | Stachys sylvatica       |                             |
| kK       |            | > 10%     | schaduwgras             | Poa nemoralis           |                             |
| kK       |            |           | gewone salomonszegel    | Polygonatum multiflorum |                             |
|          |            | > 90%     | dauwbraam               | Rubus caesius           |                             |
|          |            | > 80%     | duinriet                | Calamagrostis epigejos  |                             |
|          |            | > 80%     | grote brandnetel        | Urtica dioica           |                             |
|          |            | > 80%     | drienerfmuur            | Moehringia trinervia    |                             |
|          |            | > 60%     | geel nagelkruid         | Geum urbanum            |                             |
|          |            | > 50%     | bleeksporig bosviooltje | Viola riviniana         |                             |
|          | dS         |           | watermunt               | Mentha aquatica         | subassociatie met watermunt |
|          | dS         |           | kale jonker             | Cirsium palustre        | subassociatie met watermunt |
|          | dS         |           | echte valeriaan         | Valeriana officinalis   | subassociatie met watermunt |
|          |            |           | robertskruid            | Geranium robertianum    |                             |
|          |            |           | hondsdraf               | Glechoma hederacea      |                             |
|          |            |           | zandzegge               | Carex arenaria          |                             |
|          |            |           | jakobskruiskruid        | Jacobaea vulgaris       |                             |

Moslaag
| Kentaxon | Diff.soort | Presentie | Triviale naam            | Botanische naam          | Opmerking |
| -------- | ---------- | --------- | ------------------------ | ------------------------ | --------- |
| kK       |            | > 40%     | gerimpeld boogsterrenmos | Plagiomnium undulatum    |           |
| kK       |            | > 20%     | geplooid snavelmos       | Eurhynchium striatum     |           |
|          |            | > 70%     | gewoon dikkopmos         | Brachythecium rutabulum  |           |
|          |            | > 50%     | groot laddermos          | Pseudoscleropodium purum |           |
|          |            | > 50%     | fijn laddermos           | Kindbergia praelonga     |           |